# Zajišťovací divize
Zajišťovací divize byla slovenská divize bojující v druhé světové válce na východní frontě po boku Wehrmachtu. Zajišťovací divize měla postupovat za Rychlou divizí a vykonávat strážní službu v zázemí, později se však její činnost stabilizovala v prostoru na západ od Kyjeva, zatímco Rychlá divize postoupila až na Kavkaz.

## Vznik Zajišťovací divize

Oblast působení Zajišťovací divize na východní frontě

Zajišťovací divize vznikla dne 15. srpna 1941 z jednotek 1. a 2. divize slovenské Armádní skupiny. Jejím prvním velitelem byl plukovník generálnbího  štábu Augustin Malár.
V době vzniku divize měla 8.135 mužů a tuto organizační strukturu:
- velitelství se štábní rotou
- pěší pluk 101
- pěší pluk 102
- náhradní pěší prapor
- hipomobilní dělostřelecký pluk 31
- jezdecký průzvědný oddíl
- spojovací prapor 1
- 14. baterie dělostřeleckého protiletadlového pluku
- pionýrská rota
- pomocné jednotky[1]

## Působení na východní frontě
Operačním prostorem Zajišťovací divize byla na přelomu srpna a září 1941 oblast Starokonstantinov – Polonne – Šepetivka. Později se přesunula do oblasti Kyjeva a jejím úkolem byla ochrana komunikací na trasách: Žytomyr – Ovruč – Mozyr, Kazatin – Fastov – Kyjev, Pinsk – Kalinkoviči – Homel. Od 19. listopadu 1941 došlo k výměně na místě velitele divize za postupného poklesu počtu mužů a odsunu části výzbroje. K 27. prosinci 1941 měla divize ve stavu už jen 5 622 mužů. Tento stav nebyl způsoben bojovými ztrátami, ale odsunem záložníků povolaných v roce 1939, kteří byl nahrazováni nováčky velmi pomalu. Přesto se od začátku roku 1942 operační oblast jednotky rozšířila na východ až k Dněpru. Její síla se dále oslabila přesném části pěších jednotek a dvou baterií horských kanónů k Rychlé divizi a převelením 31. dělostřeleckého pluku do oblasti Charkova, kde se pluk zúčastnil druhé bitvy o Charkov.

### Účast na protižidovské akci
Ve dnech 8. a 9. ledna 1942 se 5. rota 102. pěšího pluku této divize zúčastnila, pod vedením nadporučíka Ladislava Kleinerta, německé akce v Mazyru, kde bylo jejím úkolem obklíčit Mazyr a zabránit komukoli město opustit. Němečtí policisté pak v těchto dnech ve městě vraždili Židy.

### Účast na akcích vedených proti odbojovému hnutí
Od března 1942 byly jednotky divize nasazovány do akcí proti odbojovému hnutí. Už první akce u vesnice Perekalje přinesla značné ztráty. Velitel 102. pěšího pluku této divize,  podplukovník Michal Lokšík nechal vypálit několik vesnic. Během dubna a května 1942 pokračovala obměna mužstva a v tomto období došlo také ke zmenšení operačního prostoru. Trať Kazatin – Fastů – Kyjev převzali maďarští vojáci. Přesto zůstal operační prostor příliš velký a jednotky byly rozptýleny. Podplukovník Lokšík se snažil problém vyřešit výstavbou improvizovaného pancéřového vlaku Orel a do strážní služby přibral i 330 ukrajinských milicionářů. Mezitím přišel dříve odvelený 31. dělostřelecký pluk o všechny houfnice v boji u obce Ternova (dne 12. května 1942); po doplnění výzbroje byl později tento pluk  také připojen k Rychlé divizi. V létě 1942 došlo k posílení výzbroje Zajišťovací divize o šest obrněných automobilů OA vz. 30, sedm lehkých tanků LT vz. 40 a letadla. Dne 1. srpna 1942 partyzáni zabili 8 příslušníků 102. pěšího pluku jižně od obce Rečica. Trestní výprava pod vedením nadporučíka Ladislava Kleinerta druhý den zabila 15 civilních obyvatel v obci Maloduši. Svědkem akce byl i poručík Gaš, velitel roty obrněných automobilů. Na místě se snažil přesvědčit npor. Kleinerta aby od vražd upustil. Po návratu důstojníci napsali hlášení velitelství divize, jehož výsledkem bylo důtku za překážení v boji proti partyzánům. Další vyčišťovací akci v prostoru Rečica – Mazyr vedl podplukovník Michal Lokšík a jejím výsledkem bylo zničení několika vesnic.
Dne 10. srpna 1942 došlo ke změně velitele, kterým se stal plukovník generálního štábu Rudolf Pilfousek. Od září 1942 byl divizi přidělen kozácký oddíl s 533 muži. Mezi veliteli a v důstojnickém sboru Zajišťovací divize byli lidé profašistického i antifašistického smýšlení. Tento rozpor vedl ik vyšetřování podpukovníka Jaroslava Kmicikieviče a plukovníka Štěpána Čániho, které inicioval velitel divize. Výsledkem bylo odvolání prvního jmenovaného. Na podzim 1942 začaly růst ztráty divize. Dne 3. listopadu 1942 bylo u obce Ptič zabito 23 mužů a o pět dní později bylo zabito 25 mužů. U obce Lojev došlo ke ztrátě 2 pancéřových automobilů. Odražen byl partyzánský útok na posádku v Chojnikách. Začal růst počet pohřešovaných mužů a počet dezercí. V lednu a únoru 1943 byla divize nasazena do protipartyzánské ofenzívy. Většina velitelů však rozkazy sabotovala, uzavíraly s partyzány dohody o neútočení, nebo se přestřelky pouze fingovaly (bitvy u Selezivka, Antonova). Na konci března 1943 došlo opět k zúžení operačního prostoru na oblast Mazyr – Rečica – Bragin – Rudňa – Jelsk. V této oblasti působil od začátku roku i samostatný 12. železniční prapor, který byl 21. dubna přičleněn k Zajišťovací divizi. Mezi 12. a 17. květnem probíhal neúspěšný pokus o vyčištění tzv. Mokrého trojúhelníku, bažinaté oblasti Lojev - Chojniki - Bragin.
V průběhu roku 1943 morálka mužstva dále upadala a množily se dezerce. V noci ze 14. na 15. května 1943 přeběhl s poručíkem Imrichem Lysáemk a poručíkem Michalem Petrem k partyzánům kapitán Ján Nálepka. Později bylo odhaleno několik pokusů o hromadné dezerce, což mělo za následek vyhlášení stanného práva velitelem divize. Od toho okamžiku byli zběhové odsuzováni k trestu smrti, ale neprovedla se ani jedna poprava.
Německé velení na přelomu června a července 1943 na situaci zareagovalo přesunem divize do zcela jiné oblasti Zaslavľ – Minsk – Sluck. 

### Reorganizace
Zajišťovací divize se ke dni 1. srpna 1943 se změnila na 2. pěší divizi a v říjnu na technickou brigádu. Jednotka byla přesunuta do severní Itálie.Dne 1. července 1944 došlo k reorganizaci brigády na 2. technickou divizi, kterou dne 28. dubna 1945 velitel divize Jaroslav Kmicikievič prohlásil za 1. československou divizi v Itálii, která se tím stala součástí československého zahraničního vojska.